# Autumnalia
Autumnalia là chi thực vật có hoa trong họ Apiaceae.